# اچ‌ام‌اس پارگوست
اچ‌ام‌اس پارگوست (به انگلیسی: HMS Pargust) یک کشتی بود. این کشتی در سال ۱۹۰۷ ساخته شد.